# Подновинское гулянье

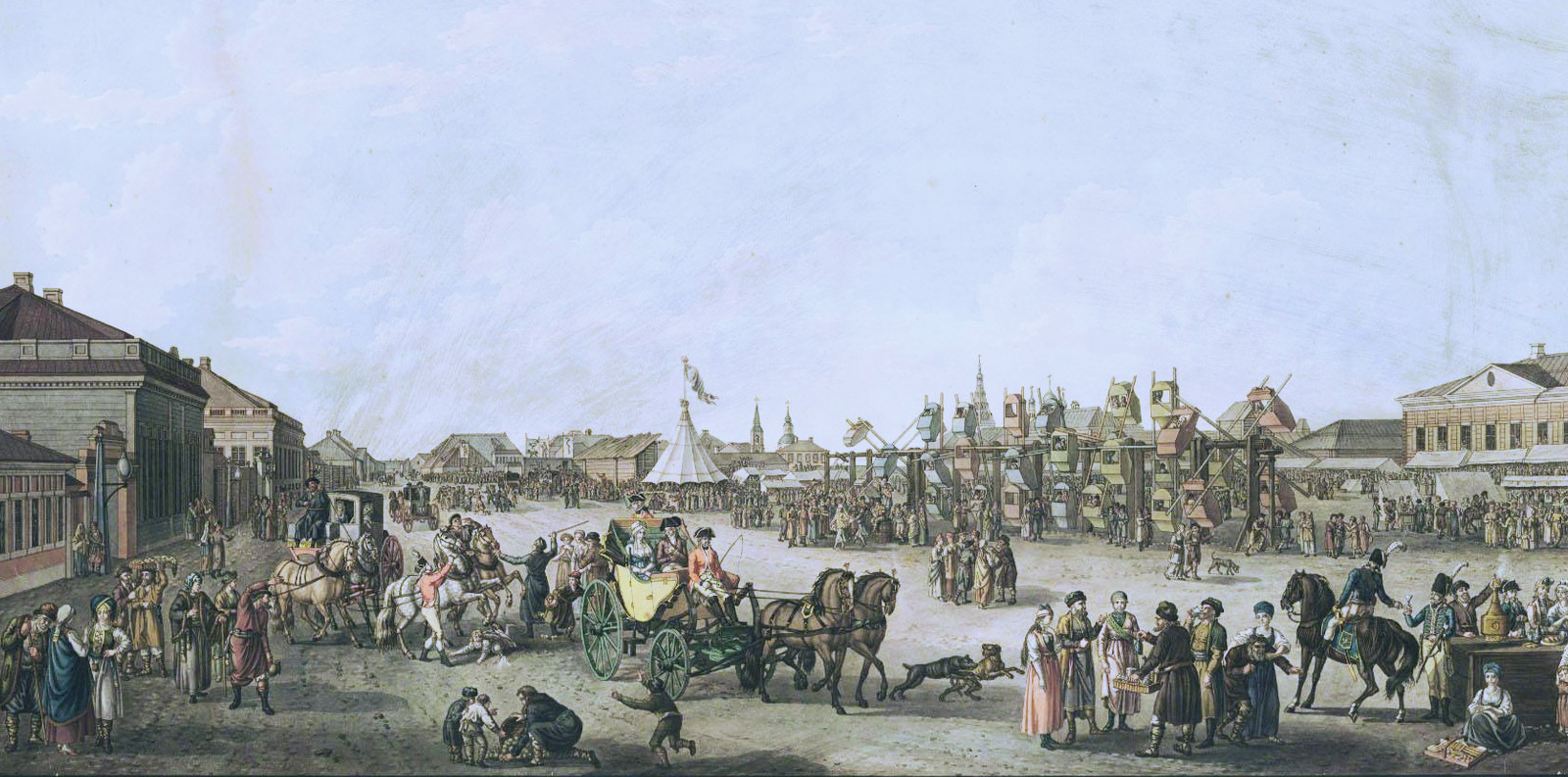
Вид Подновинского предместья в Москве, Г. Лори с оригинала Ж. Делабарта, 1800-е

Подновинское гулянье — весеннее народное гулянье в Москве близ Новинского монастыря в XVIII — первой половине XIX веков.
Гулянье устраивалось на Пасхальной неделе. Место, где проводилось гулянье, представляло собой пустое поле с деревянной оградой вдоль улицы.
Подготовка к Новинскому гулянью продолжалась несколько дней: здесь устраивались карусели и качели, посетители могли полакомиться разными закусками, центральной деталью был большой шатёр с флагом или зелёной ёлкой на самом верху. Также народ развлекали театральными представлениями. На обширном поле работали трактиры, продажа лакомств, передвижные зверинцы.
Современник вспоминал, что в 1841 году в первый день гулянья на Новинском гулянии работало только два балагана. Но на третий день развлечения были для всех возрастов: работали двое каруселей, 11 качелей, две карусели с колясками, 10 балаганов и шатёр.
Обычно народ гулял по всему полю, пробуя по очереди все развлечения. Те, у кого не было денег, ждал появления шутов на балконах балаганов. В последний день с 2 часов дня все аттракционы работали бесплатно.
Представители аристократии приезжали на Новинское гулянье в самом разгаре веселья — начиная с четвёртого дня. Богатые купцы и дворяне устраивали «катанья» на экипажах, чтобы себя показать и на других посмотреть. В экипажи запрягали лучших лошадей и богато украшали их сбруи и подпруги, чтобы привлечь внимание.
В 1826—1831 годы Новинское гулянье несколько раз посетил А. С. Пушкин, обративший на себя всеобщее внимание.
Поэтесса того времени Е. П. Ростопчина запечатлела образ А. С. Пушкина на Новинском гулянье в таких стихах:

Вдруг всё стеснилось, и с волненьем,
Одним стремительным движеньем,
Толпа рванулася вперёд…
И мне сказали: «Он идёт»…
Он — наш поэт, он — наша слава,
Любимец общий! Величавый
В своей особе небольшой,
Но смелый, ловкий и живой.

Прошёл он быстро предо мной…
На Подновинском гулянье также бывали Е. А. Баратынский, К. П. Брюллов, М. И. Глинка, Ф. М. Достоевский и др.
В 1870-х годах пустырь превратили в Новинский бульвар и гулянье переместилось на Девичье поле.

## В культуре
- «Филатка с Федорой у качелей под Новинским», дивертисмент Адама Глушковского на музыку Степана Давыдова, театр на Моховой, Москва, 22 декабря 1815.